# DF-31 (ミサイル)
DF-31（中: 東風-31、DongFeng-31、アメリカ国防総省（DoD）番号：CSS-10）は、中華人民共和国が開発した移動式固体燃料大陸間弾道ミサイル（ICBM）。中国人民解放軍ロケット軍によって運用されている。

## 概要
DF-31はDF-4の後継であり、潜水艦発射弾道ミサイル・JL-2（巨浪2号/CSS-NX-4）と基本部分を共用するものである。1980年代中期より開発が開始され、1999年に試射が成功した。作戦能力獲得は2006年頃と推測されている。また、射程延伸型でMIRV搭載のDF-31Aも開発され、アメリカ国防総省の「中国の軍事力2009」によると、DF-31は2006年、その改良型のDF-31Aは2007年に実戦配備されたと推測されている。配備数は両種類とも10基未満。
また中国は2010年頃から、DF-31の改良型を基にした弾道弾迎撃ミサイルの実験を行っているが、衛星攻撃兵器の実験も兼ねていると考えられている。

## 開発経緯
- 1983年 - 中航集団公司、第二砲兵等により開発開始[5]
- 1992年4月29日 - 第1次試験。弾頭部の質量に問題があり、発射後に空中爆発
- 199?年 - 第2次試験。失敗
- 1995年11月10日・1996年1月10日 - 第3次試験。模擬再突入体を搭載
- 1996年12月28日 - 第4次試験。山西省の基地で実施
- 1997年12月 - 武漢で飛行試験を実施。同月、潜水艦の発射管内で模擬試験
- 1998年12月 - 「軟発射」実施
- 1999年8月2日 - 山西省五寨基地より新疆に向け発射。成功
- 1999年10月1日 - 建国50周年の閲兵式上で公開

## 配備方式
DF-31はミサイルサイロか輸送起立発射機（transport-erection-launch)から発射される。現在DF-31の輸送には漢陽HY4031TELが使われているが、この車輌は道路移動専門でオフロード移動能力が皆無である。これではミサイルの能力が著しく損なわれるので、中国人民解放軍のこれを解決するために高いオフロード移動能力を有するソ連のSS-20(IRBM)の輸送に使われていたBelarus MAZ7916より技術導入した新型TELを開発している可能性がある。また、鉄道発射型も開発したとの報道もある。

## 仕様

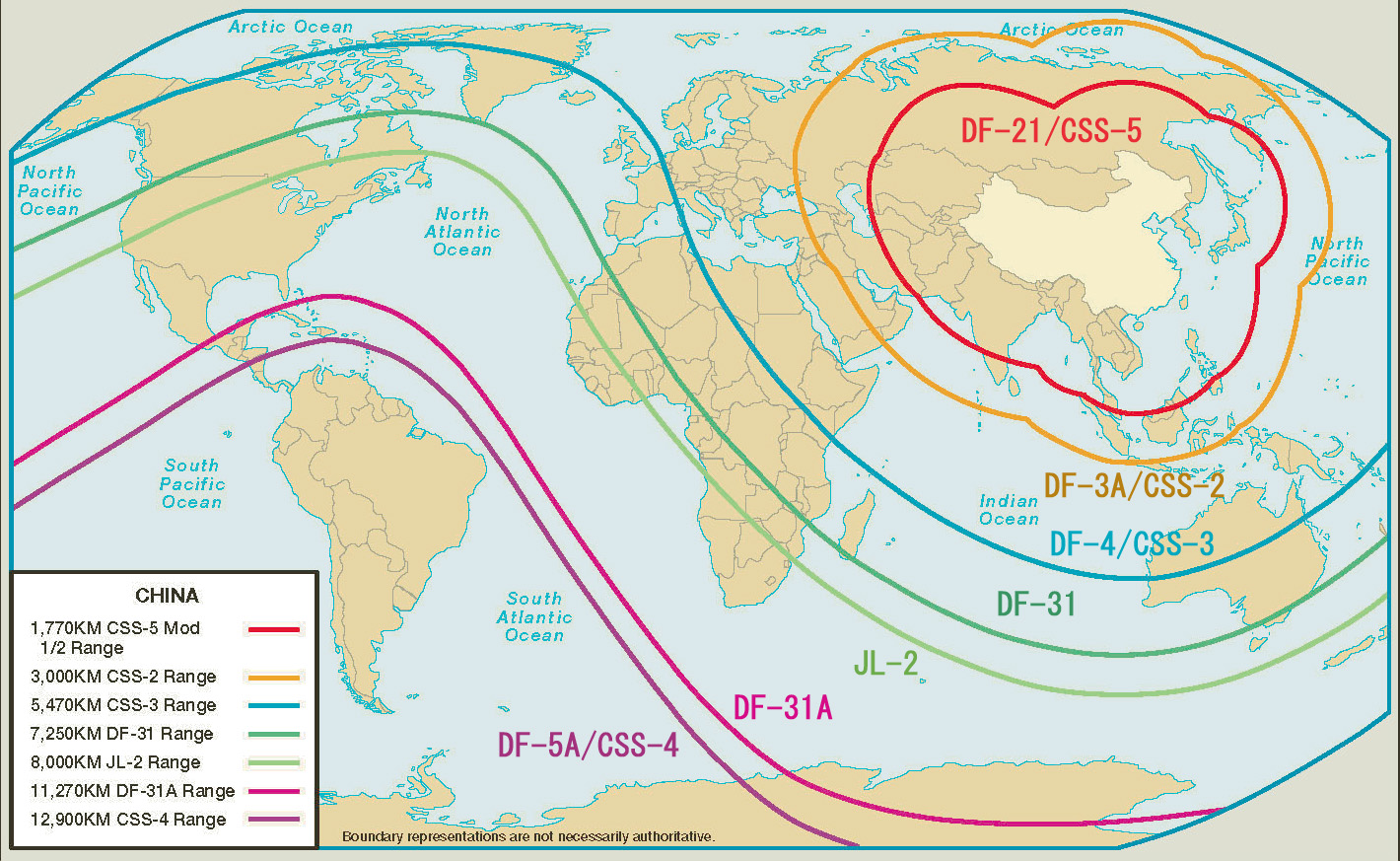
DF-31の射程範囲

- 射程：8,650 km (DF-31)； 11,200 km (DF-31A)[4]
- CEP： ミサイルサイロ 100 m TEL 150 m
- 弾頭： 核出力1 MTの核弾頭1個、もしくは3個の20、90、150 kT（選択可能）MIRV弾頭
- 誘導装置： 慣性誘導装置
- 発射重量：42,000 kg
- ペイロード： 1,050-1,750 kg
- 全長： 13.00 m
- 直径： 2.25 m
- エンジン： 三段式固体燃料ロケットエンジン
- 開発： Academy of Rocket Motor Technology(ARMT)